# Crassula natans
Crassula natans ist eine Pflanzenart der Gattung Dickblatt (Crassula) in der Familie der Dickblattgewächse (Crassulaceae).

## Beschreibung
Crassula natans ist eine ausgebreitete, einjährige Wasserpflanze. Ihre Triebe sind bis zu 25 Zentimeter lang – normalerweise jedoch deutlich kürzer – und weisen einen Durchmesser von bis zu 5 Millimeter auf. Ihre grünen, flachen, verkehrt lanzettlichen, bandförmigen bis verkehrt eiförmigen Laubblätter sind 3 bis 12 Millimeter lang und 1 bis 4 Millimeter breit. Die Blattoberfläche ist kahl. Ihre Spitze ist stumpf bis zugespitzt. Am Ende der nassen Jahreszeit werden die Blätter auffallend tiefrot.
Die Blüten stehen an bis zu 15 Millimeter langen Blütenstielen. Ihr Kelch ist bis zu 0,5 Millimeter lang. Die Kelchblätter sind breit dreieckig und an den Spitzen stumpf. Die becherartige Blütenkrone ist weiß. Die verkehrt eiförmigen Kronzipfel sind bis zu 2 Millimeter lang. Die Staubbeutel sind gelb bis purpurfarben.

## Systematik und Verbreitung
Crassula natans ist in Südafrika verbreitet.
Die Erstbeschreibung durch Carl Peter Thunberg wurde 1794 veröffentlicht. Ein nomenklatorisches Synonym ist Helophytum natans (Thunb.) Eckl. & Zeyh. (1836).
Es werden folgende Varietäten unterschieden:
- Crassula natans var. natans
- Crassula natans var. minus (Eckl. & Zeyh.) G.D.Rowley

## Nachweise